# Onciale 0154
- Papyrus
- Onciale
- Minuscules
- Lectionnaire

Le Codex 0154, portant le numéro de référence 0154 (Gregory-Aland) ε 012 (von Soden), est un manuscrit du Nouveau Testament sur parchemin écrit en écriture grecque onciale.

## Description
Le codex se compose de 2 folios. Il est écrit en deux colonnes, de 22 lignes par colonne. Les dimensions du manuscrit sont 27 x 21 cm. Les experts datent ce manuscrit du IXe siècle,. 
C'est un manuscrit contenant le texte incomplet de l'Évangile selon Marc (10,35-46; 11,17-28). 
Kurt Aland le texte du codex ne l'a pas placé dans aucune Catégorie. 
Lieu de conservation
Il fut conservé à la Qubbat al-Khazna à Damas en Syrie, sa localisation actuelle est inconnue.